# مود بانكس
مود بانكس (بالإنجليزية: Maud Banks)‏ هي لاعب كرة مضرب أمريكية، ولدت في 9 سبتمبر 1880 في استوك نيوینكتون ‏ في المملكة المتحدة، وتوفيت في 1 مارس 1958 في سانت ألبانز في المملكة المتحدة.